# Ширма

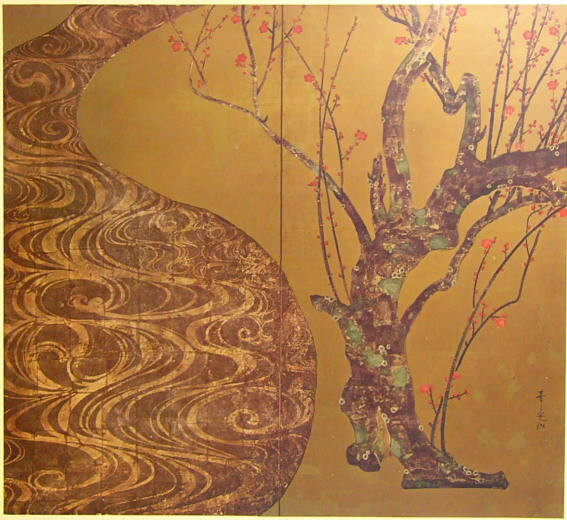
Худ. Огата Корин. Права частина 4-стулкової ширми «Розквітлі біла і червона сливи»

Ши́рма (від нім. Schirm — «захист», «відгородка»), діал. парава́н (фр. paravent — «захист від вітру») — елемент інтер'єру, пристосування, різновид меблів для створення напівізольованого простору.
Медична ширма — різновид медичних меблів. Може мати обладнання з текстилю чи пластмаси.

## Японські ширми
Японська ширма — різновид японських меблів, що увібрав функції меблів і мобільного стінопису. Сюжети японських ширм — давнє джерело натхнення художників і поетів: перші створюють на них картини, другі — вірші для ширм.
Японські ширми — давній предмет колекціонування в Японії і в Західній Європі.

## Китайські ширми
Коромандельська ширма — уславлений тип китайських ширм, які вивозили в Західну Європу з порту Коромандель (східна частина Індії, Індостану). Коромандельське узбережжя мало три португальських поселення і порти. Ширми там не виготовляли, це був лише пункт перевалки і збереження вантажу, але в Європі назва прижилась і закріпилась в мистецтвознавстві як термін — назва. Єдина в Україні коромандельська ширма зберігається в музеї міста Одеса.
Різновид китайських ширм в Європі став предметом копіювання і створення подібних, але з європейськими сюжетами. Є ширми в стилі бароко, рококо, шинуазрі тощо.

## У театрі
Ширма — екран, за яким ховаються актори в ляльковому театрі.

## Пляжні ширми

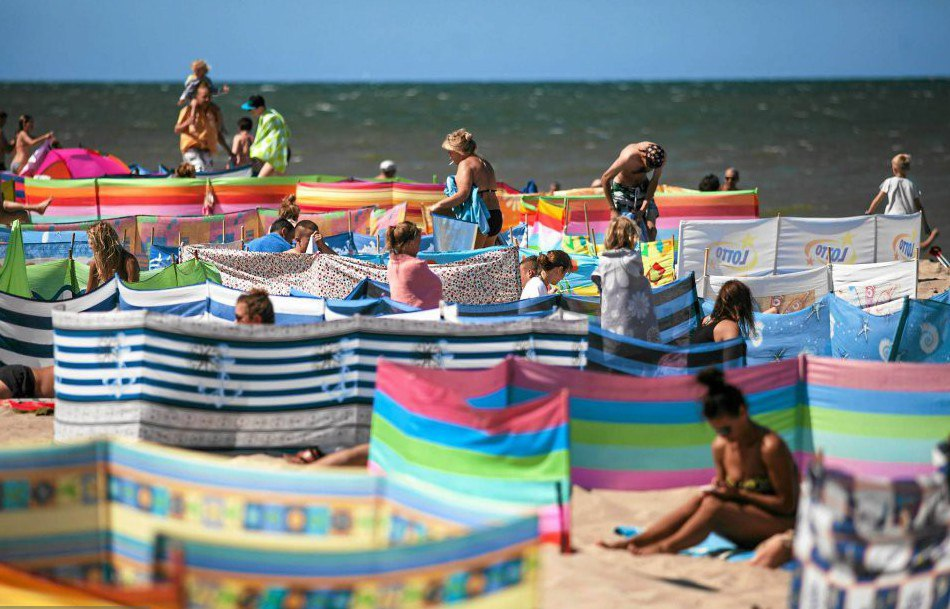
Пляжні паравани на берегу Балтійського моря

Пляжні ширми, призначені для захисту відпочивальників на пляжі від вітру й Сонця, зазвичай називаються параванами (від фр. paravent). Вони являють собою екран з шматка тканини шириною від 70 до 90 сантиметрів і довжиною від 4 до 12 метрів, укріплений на дерев'яних кілках, устромлених у пісок пляжу.